# Molen De Coene
De Molen De Coene is een windmolenrestant in de tot de Oost-Vlaamse gemeente Oosterzele behorende plaats Moortsele, gelegen aan Uilhoek 5.
Deze korenmolen is een stenen grondzeiler die werd gebouwd in 1878. In 1950 werden kap en wiekenkruis verwijderd en ook werd de romp afgeknot. Enkel de witte bakstenen romp blijft over. Tot 1962 fungeerde nog een mechanische maalderij in de romp. Uiteindelijk werd de romp een opslagplaats. De romp raakte geheel begroeid met klimop.
- Inventaris van het Bouwkundig Erfgoed (Vlaanderen): 36788